# Liste der Biografien/Keg
Liste der Biografien |
Portal Biografien |
Personensuche
# |
A |
B |
C |
D |
E |
F |
G |
H |
I |
J |
K |
L |
M |
N |
O |
P |
Q |
R |
S |
T |
U |
V |
W |
X |
Y |
Z |
?
 
Ka |
Kb |
Kc |
Kd |
Ke |
Kf |
Kg |
Kh |
Ki |
Kj |
Kl |
Km |
Kn |
Ko |
Kp |
Kr |
Ks |
Kt |
Ku |
Kv |
Kw |
Ky |
Kx |
Kz
 
Kea |
Keb |
Kec |
Ked |
Kee |
Kef |
Keg |
Keh |
Kei |
Kej |
Kek |
Kel |
Kem |
Ken |
Keo |
Kep |
Ker |
Kes |
Ket |
Keu |
Kev |
Kew |
Kex |
Key |
Kez
Die Liste der Biografien führt alle Personen auf, die in der deutschsprachigen Wikipedia einen Artikel haben. Dieses ist eine Teilliste mit 54 Einträgen von Personen, deren Namen mit den Buchstaben „Keg“ beginnt.

## Keg

### Kega
- Kegalj, Bruno (* 1996), kroatischer Eishockeyspieler
- Kegan, Robert (* 1946), US-amerikanischer Entwicklungspsychologe und Autor

### Kege
- Kegebein, Adolf (1894–1987), deutscher Architekt
- Kegebein, Berthold (1894–1977), deutscher Fotograf
- Kegebein, Gerhard Friedrich (1737–1813), deutscher Jurist, Autor und Romanfigur
- Kegel, Bernhard (* 1953), deutscher Schriftsteller
- Kegel, Eduard (1821–1900), katholischer Geistlicher und Politiker, MdR
- Kegel, Emanuel (1655–1724), deutscher Komponist
- Kegel, Ernst (1876–1945), deutscher Chemiker
- Kegel, Friedrich (1874–1948), deutscher Mineraloge, Sammler und Politiker in Südwestafrika
- Kegel, Georg (1857–1912), deutscher Architekt des Historismus
- Kegel, Gerhard (1907–1989), deutscher Diplomat der DDR
- Kegel, Gerhard (1912–2006), deutscher Jurist
- Kegel, Günter (1933–1994), deutscher Theologe
- Kegel, Heinz (1921–2003), deutscher Politiker (SPD), MdL
- Kegel, Heinz (* 1927), deutscher Fußballtorhüter
- Kegel, Herbert (1920–1990), deutscher DirigentHerbert Kegel (1920–1990)

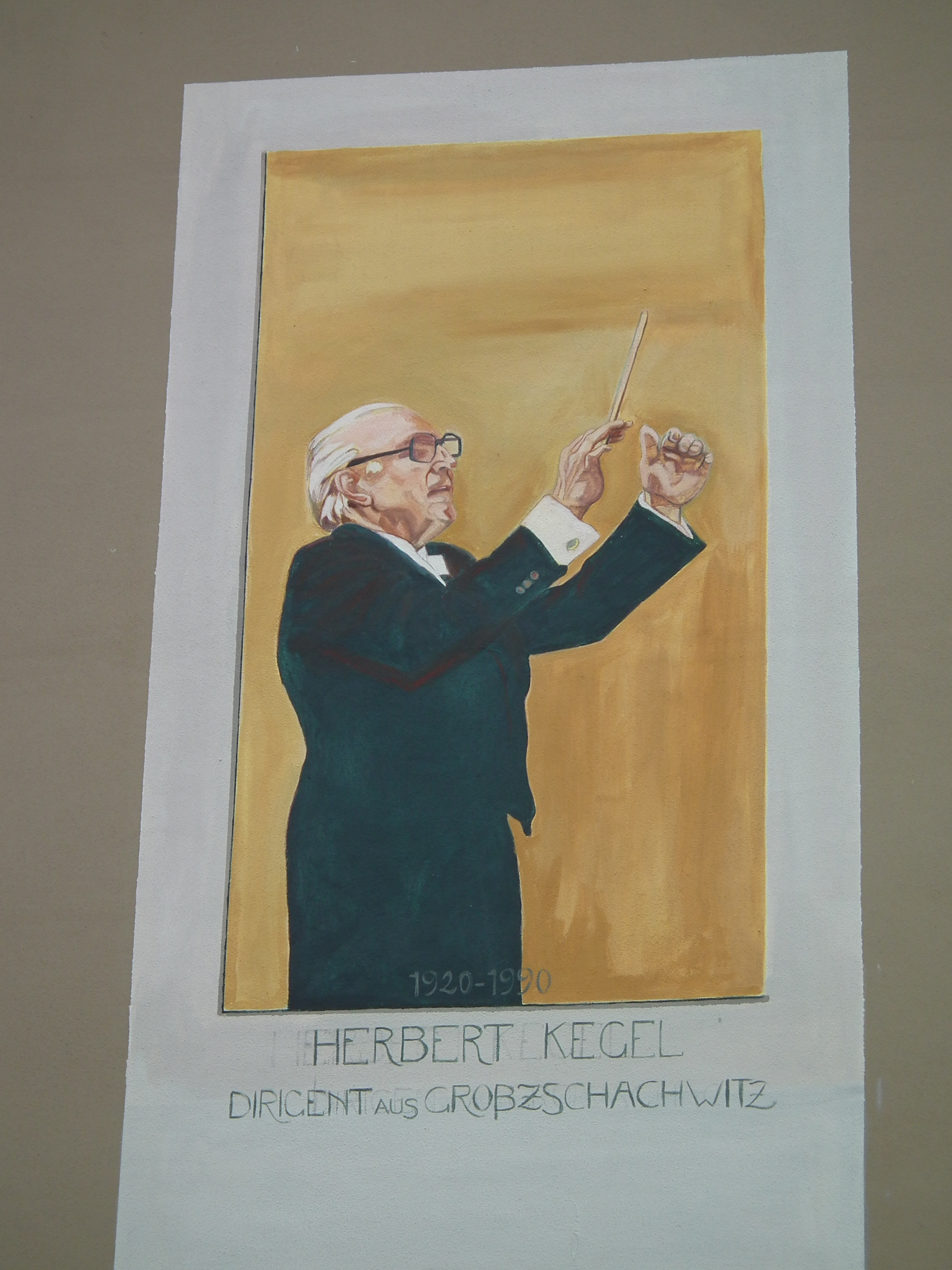
Herbert Kegel (1920–1990)

- Kegel, Hermann (1913–2004), deutscher Maler
- Kegel, Joachim, württembergischer Jurist und Hochschullehrer
- Kegel, Johann Karl Ehrenfried (1784–1863), deutscher Agronom und Erforscher der Halbinsel Kamtschatka
- Kegel, Karl (1876–1959), deutscher Bergbauingenieur
- Kegel, Lore (1901–1980), deutsche Sammlerin afrikanischer Kunst
- Kegel, Maik (* 1989), deutscher Fußballspieler
- Kegel, Marian (1945–1972), polnischer Radrennfahrer
- Kegel, Max (1850–1902), deutscher Sozialdemokrat und Dichter
- Kegel, Max (1894–1983), deutscher Segelflugpionier
- Kegel, Oliver (* 1961), deutscher Kanute
- Kegel, Otto H. (1934–2025), deutscher MathematikerOtto H. Kegel (1934–2025)

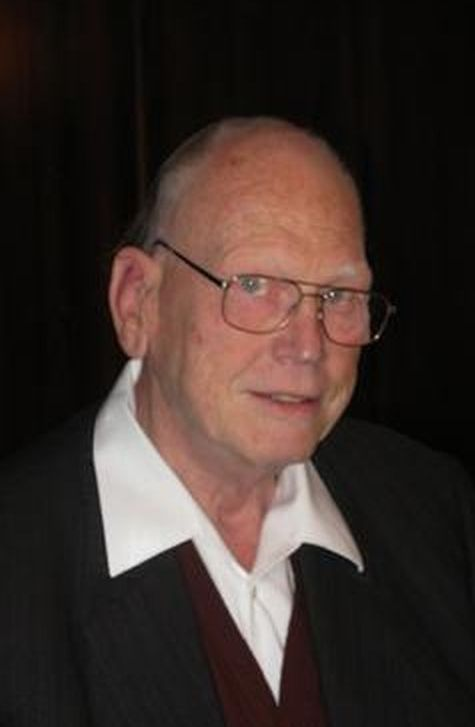
Otto H. Kegel (1934–2025)

- Kegel, Sandra (* 1970), deutsche Literaturkritikerin und Journalistin
- Kegel, Sturm (1892–1979), deutscher Architekt, Stadtplaner und Baubeamter
- Kegel, Walther (1907–1945), deutscher Schriftsteller
- Kegel, Wilhelm (1890–1971), deutscher Geologe
- Kegel, Wim (* 1967), niederländischer Jazzmusiker (Schlagzeug, Komposition)
- Kegel-Konietzko, Boris (1925–2020), deutscher Kunsthändler
- Kegel-Maillard, Maria (1917–1999), deutsche Malerin
- Kegele, Nadine (* 1980), österreichische Autorin
- Kegelmann, Gerald (1934–2025), deutscher Chorleiter und Musikpädagoge
- Kegelmann, Jürgen (* 1965), deutscher Hochschulprorektor
- Kegeris, Raymond (1901–1975), US-amerikanischer Schwimmer

### Kegg
- Keggenhoff, Christoph (* 1957), deutscher Kirchenmusiker, Organist und Orgelsachverständiger

### Kegh
- Keghian, Joachim (* 2003), luxemburgischer Skirennläufer

### Kegl
- Kegler Krug, Marlene (* 1953), deutsch-paraguayische Studentin, Opfer der argentinischen Militärdiktatur
- Kegler, Christel (* 1947), deutsche Hockeynationalspielerin
- Kegler, Gerhard (1898–1986), deutscher Generalmajor im Zweiten Weltkrieg
- Kegler, Hartmut (1931–2021), deutscher Phytomediziner und Pflanzenvirologe
- Kegler, Jürgen (* 1944), deutscher evangelischer Theologe und Alttestamentler
- Kegler, Karl R. (* 1968), deutscher Bauhistoriker, Architekturtheoretiker und Hochschullehrer
- Kegler, Michael (* 1967), deutscher Übersetzer und Literaturkritiker
- Keglevic, Peter (* 1950), österreichischer Filmregisseur und Autor
- Keglevich, István (1840–1905), ungarischer Politiker und Intendant
- Keglevits, Christian (* 1961), österreichischer Fußballspieler
- Kegley, Jr., Charles W (* 1944), US-amerikanischer Politikwissenschaftler und Hochschullehrer

### Kego
- Kego, Ashlie (* 1989), nigerianisch-US-amerikanische Künstlerin

### Kegr
- Kégresse, Adolphe (1879–1943), französischer Ingenieur und Konstrukteur